# Antonio Ayala
Antonio Ayala Arias (Los Reyes, 2 febbraio 1947) è un ex cestista messicano.

## Carriera
Con il Messico ha disputato due edizioni dei Mondiali (1967, 1974), due dei Giochi olimpici (1968 e 1976), oltre ai Giochi panamericani 1967 in cui ha conquistato l'argento.